# Fobar
El Fobar es un equipo de fútbol de Madagascar que juega en la Segunda División de Madagascar, la segunda liga de fútbol más importante del país.

## Historia
Fue fundado en la ciudad de Toliara y es junto al AS Corps Enseignement, uno de los clubes de fútbol más importantes de la ciudad, logrando el título del Campeonato malgache de fútbol en 1995, aunque no juegan en la máxima categoría desde 1998.
A nivel internacional han participado en un torneo continental, en la Copa Africana de Clubes Campeones 1996, en la que fueron eliminados en la ronda preliminar por el Mbabane Highlanders de Suazilandia.

## Palmarés
- Campeonato malgache de fútbol: 1

1995

## Participación en competiciones de la CAF
| Temporada | Torneo                            | Ronda      | Club                | Casa | Visita | Global |
| --------- | --------------------------------- | ---------- | ------------------- | ---- | ------ | ------ |
| 1996      | Copa Africana de Clubes Campeones | Preliminar | Mbabane Highlanders | 0-0  | 1-2    | 1-2    |